# Rue Maurice-et-Louis-de-Broglie
Pour les articles homonymes, voir Broglie.
La rue Maurice-et-Louis-de-Broglie est une voie du 13e arrondissement de Paris, en France.

## Situation et accès
La rue Maurice-et-Louis-de-Broglie est une voie publique située dans le 13e arrondissement de Paris. Elle débute au 11, rue Louise-Weiss et se termine au 108, rue du Chevaleret.

## Origine du nom
Elle porte le nom des deux frères physiciens français, Maurice de Broglie (1875-1960) et Louis de Broglie (1892-1987). 

Armes de la maison de Broglie : d’or au sautoir ancré d’azur.
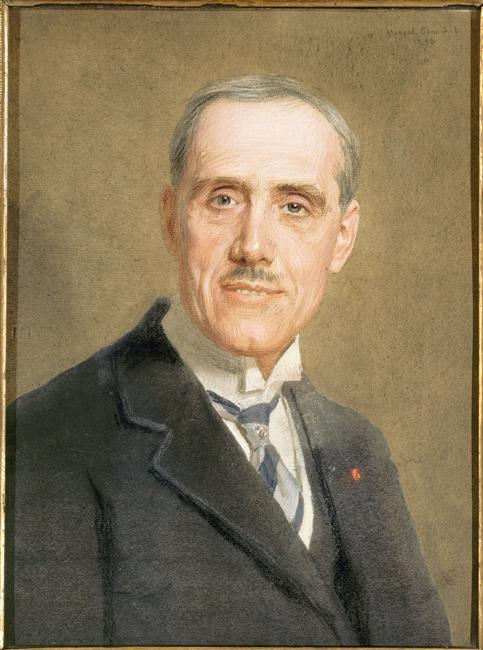
Maurice de Broglie en 1932, par Marcel Baschet.
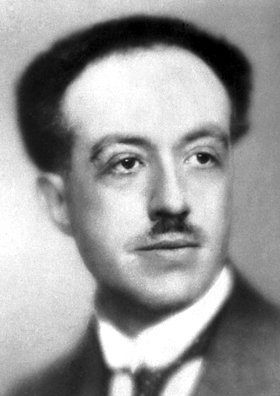
Louis de Broglie en 1929.
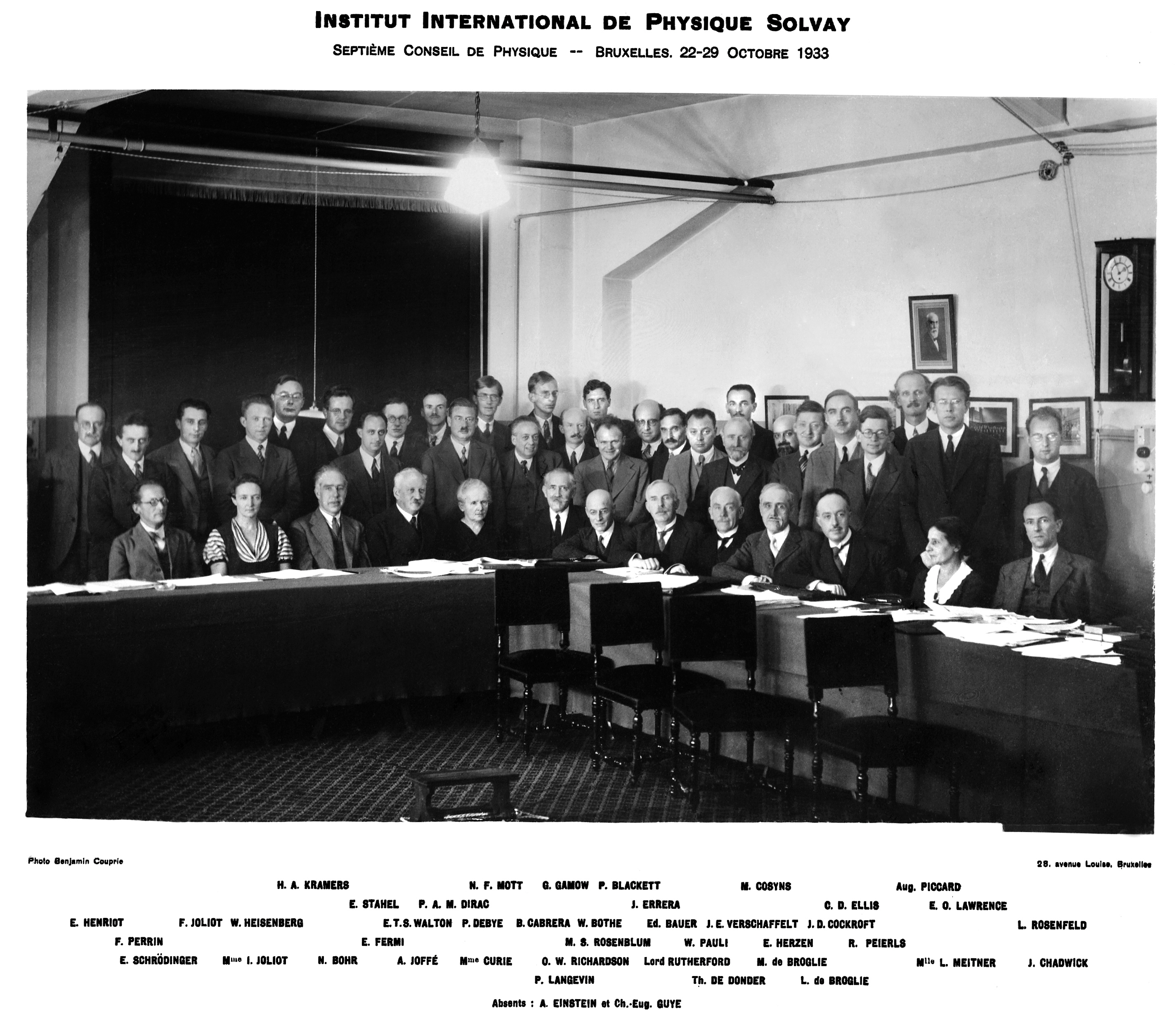
Maurice et Louis assis côte à côte dans un congrès (1933).

## Historique
Cette voie publique a été ouverte dans le cadre de l'aménagement de la ZAC Chevaleret-Jeanne d'Arc sous le nom provisoire de « voie BE/13 » et prend sa dénomination actuelle le 20 décembre 1988. 